# 安东·瓦伊诺
安东·爱德华多维奇·瓦伊诺（俄语：Анто́н Эдуа́рдович Ва́йно，1972年2月17日—），俄罗斯联邦外交官、政治人物。自2016年起担任总统办公厅主任、俄罗斯联邦安全会议常委。

## 生平
1972年生于爱沙尼亚苏维埃社会主义共和国塔林。他的祖父卡尔·瓦伊诺曾在1978年至1988年担任爱沙尼亚共产党中央委员会第一书记。父亲爱德华·瓦伊诺曾是俄罗斯最大的汽车企业瓦兹公司副总裁。
1996年毕业于莫斯科国立国际关系学院，后供职于俄罗斯驻日本大使馆（东京）。2001年回国后在外交部第二亚洲司工作。2003年进入总统办公厅礼宾局工作。2007年4月，任总统办公厅礼宾和组织局第一副局长。2007年10月，任政府办公厅副主任。2008年4月，任政府办公厅副主任兼礼宾局局长。2011年12月，升任俄罗斯联邦部长兼政府办公厅主任。2012年5月，任总统办公厅副主任。
2016年8月12日，普京免去总统办公厅主任谢尔盖·伊万诺夫的职务，任命总统办公厅副主任安东·瓦伊诺为新主任。随后任俄罗斯联邦安全会议委员、常委。
2020年7月，他在俄罗斯百大政治人物排行榜位列第三，仅次于普京和米舒斯京。